# Рошиени (Долж)
Рошиени (рум. Roșieni) насеље је у Румунији у округу Долж у општини Бреаста. Oпштина се налази на надморској висини од 96 m.

## Становништво
Према подацима из 2002. године у насељу је живело 194 становника, од којих су сви румунске националности.